# جون هايند
جون هايند (بالإنجليزية: John Hinde)‏ هو ناقد سينمائي أسترالي، ولد في 26 أكتوبر 1911 في أديلايد في أستراليا، وتوفي في 4 يوليو 2006 في سيدني في أستراليا.